# 中国工农红军第四军司令部和政治部旧址
中国工农红军第四军司令部和政治部旧址，位于中国福建省龙岩市新罗区和平路62号，为一个省级文物保护单位，类型为革命遗址及革命纪念建筑物，为第二批福建省文物保护单位，公布时间为1985年10月11日。
中国工农红军第四军司令部和政治部旧址的历史年代为1929年。